# Henryk Sucharski

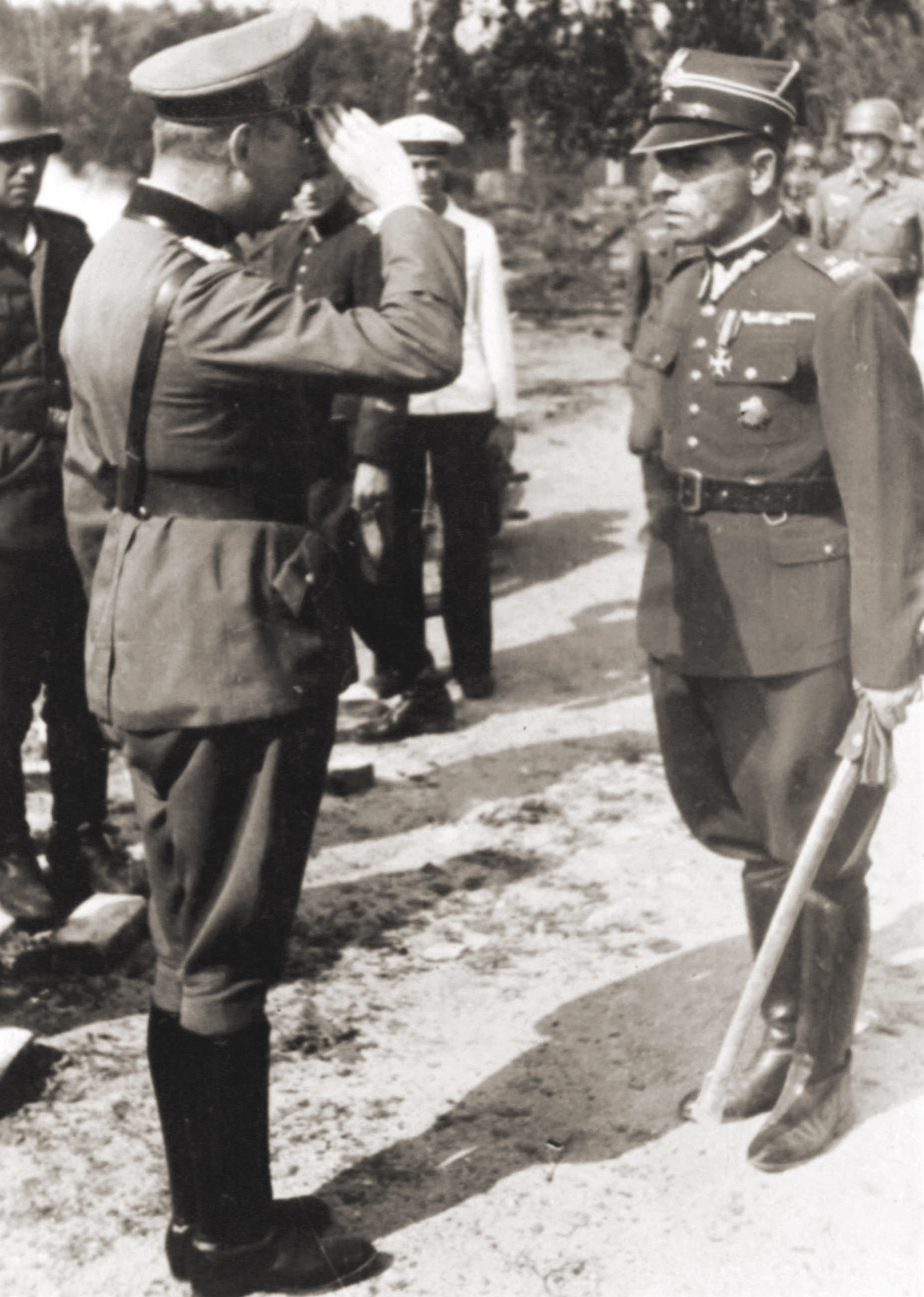
Gen. Friedrich-Georg Eberhardt i mjr Henryk Sucharski podczas kapitulacji Westerplatte, 7 września 1939

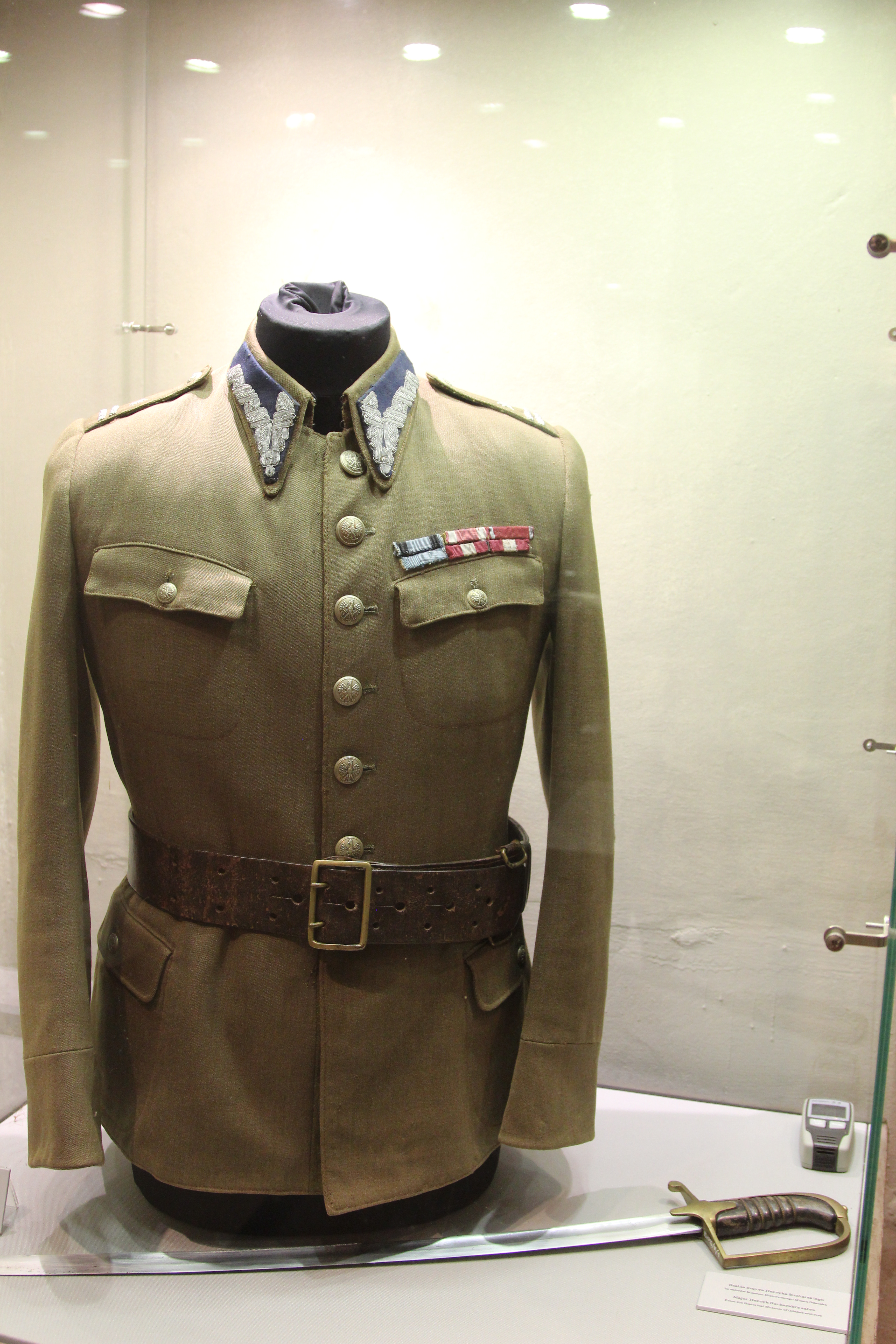
Mundur i szabla wz. 1921 majora na wystawie w wartowni nr 1 na Westerplatte

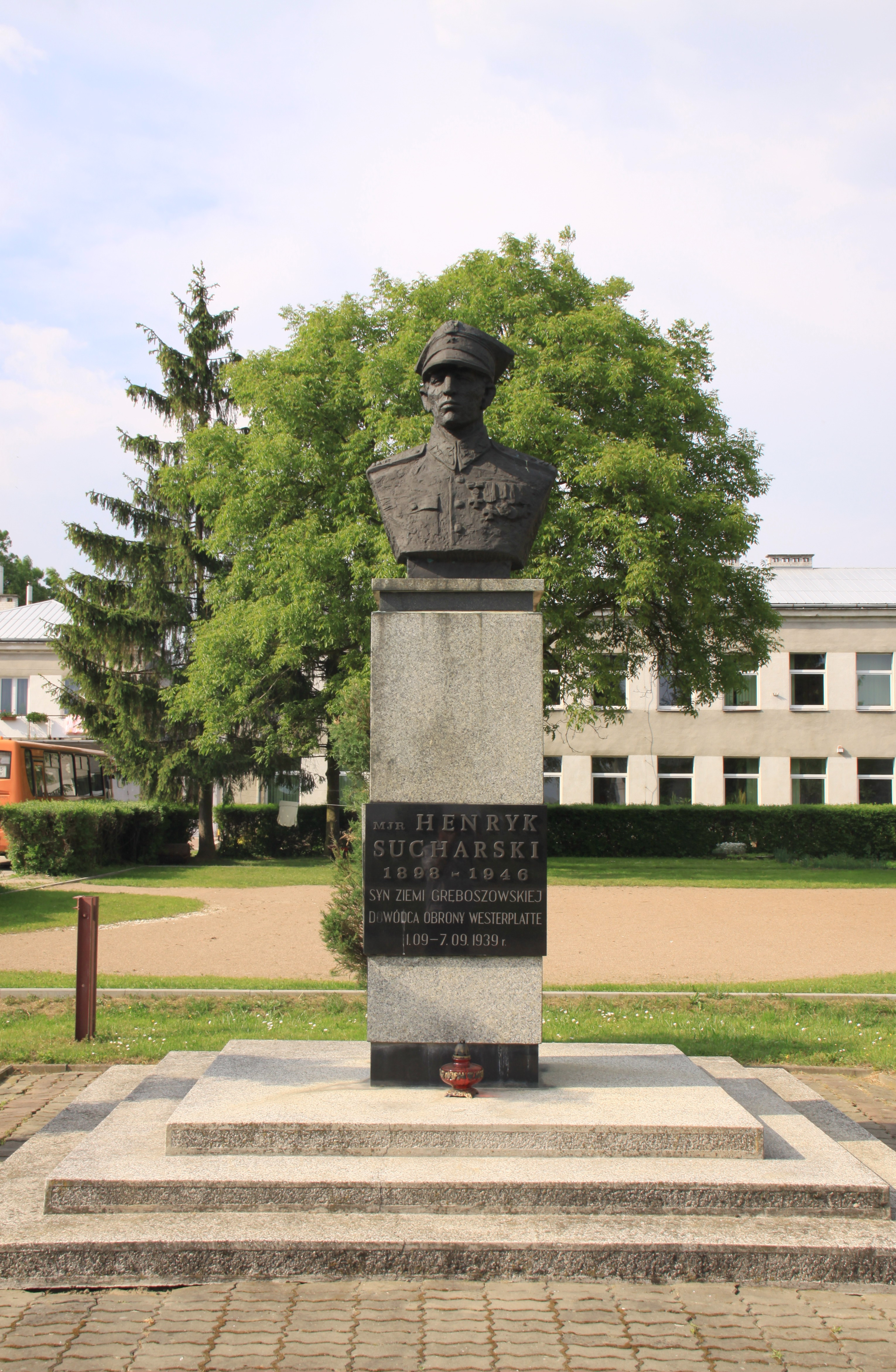
Popiersie mjra Henryka Sucharskiego w Gręboszowie przed szkołą noszącą jego imię.

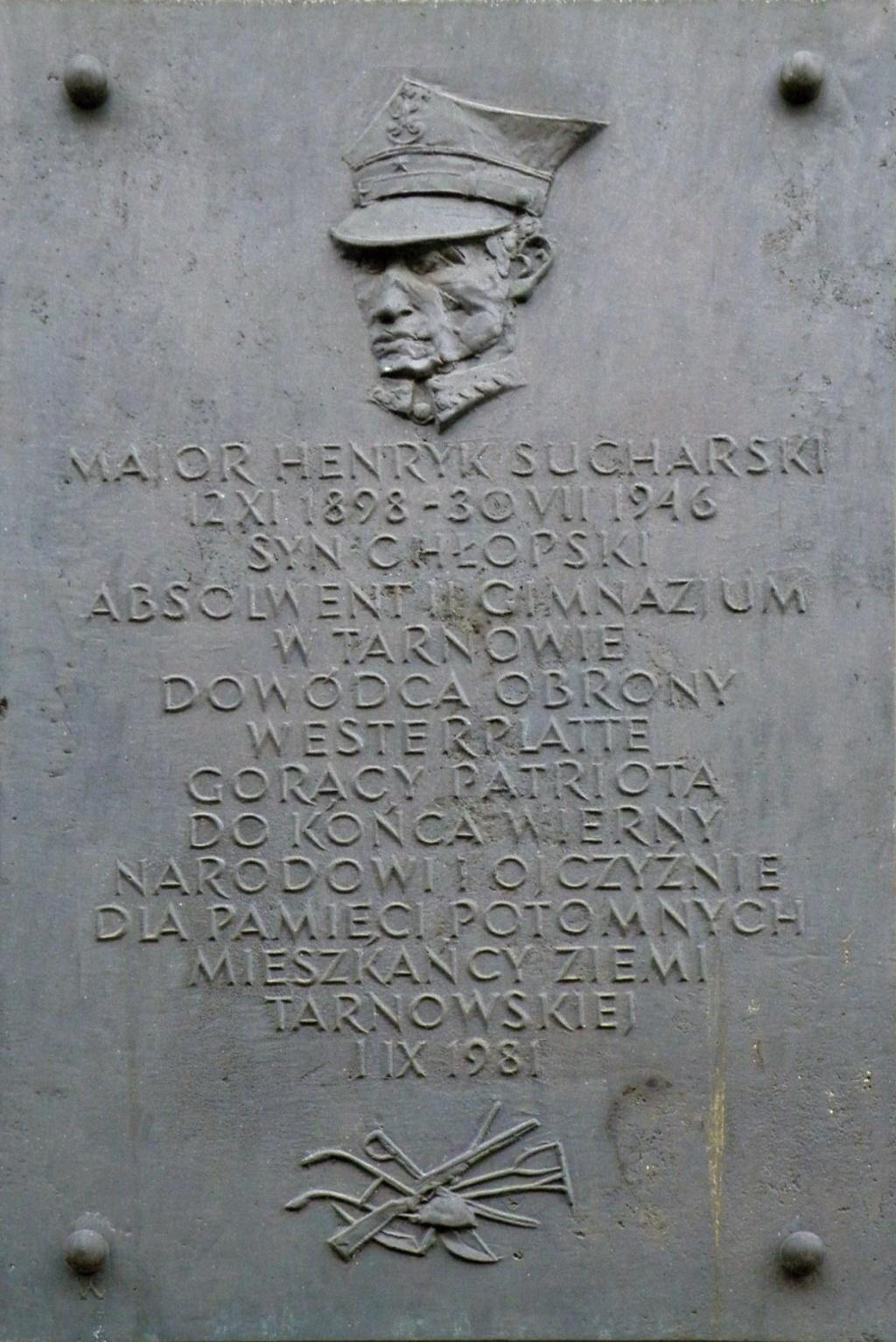
Tablica na byłym budynku gimnazjalnym w Tarnowie

Henryk Sucharski (ur. 12 listopada 1898 w Gręboszowie, zm. 30 sierpnia 1946 w Neapolu) – major piechoty Wojska Polskiego, komendant Wojskowej Składnicy Tranzytowej na Westerplatte w czasie obrony placówki w kampanii wrześniowej.

## Życiorys
Syn Stanisława – wiejskiego szewca i Agnieszki z domu Bojko, pochodził z rodziny wielodzietnej, był czwartym dzieckiem. W czerwcu 1908 odebrał świadectwo szkoły powszechnej w Otfinowie, gdzie przebywał pod opieką miejscowego proboszcza i Marcina Augustyńskiego. Występujący jako „August” w powieści Leona Kruczkowskiego pt. Pawie pióra, promotor Jakuba Bojki i jeden z pionierów ruchu ludowego nauczył małego Heńka samodzielności, w tym podstawowych czynności samoobsługowych jak mycie zębów białym proszkiem. W latach 1909–1917 Henryk Sucharski był uczniem C. K. II Gimnazjum w Tarnowie (w jego klasie był m.in. Wilhelm Obrzut).
Służbę wojskową rozpoczął w cesarsko-królewskiej Obronie Krajowej 13 lutego 1917 roku w batalionie zapasowym 32 pułku strzelców w Bochni. 17 listopada 1917 zdał tzw. maturę wojenną. W 1918 ukończył Szkołę Oficerów Rezerwy w Opawie i jako kadet-aspirant, został wcielony do 9. kompanii 32 pułku strzelców na froncie włoskim.
Po powrocie do niepodległej Polski 7 lutego 1919 roku został powołany do służby w Wojsku Polskim w 16 pułku piechoty w Tarnowie. W marcu został przeniesiony na front czeski do Cieszyna. W czerwcu został awansowany do stopnia kaprala.
Podczas wojny polsko-bolszewickiej, pod koniec października 1919 został przeniesiony na front litewsko-białoruski, gdzie we wrześniu został mianowany podchorążym, a w styczniu 1920 otrzymał awans na podporucznika i został mianowany dowódcą kompanii w batalionie szturmowym 6 Dywizji Piechoty. Za osobistą odwagę w obliczu wroga i wykazanie inicjatywy w dowodzeniu w bitwie pod Połonicą-Bogdanówką, 30 sierpnia 1920 został przedstawiony do odznaczenia Krzyżem Srebrnym Orderu Wojskowego Virtuti Militari, który wręczono mu w 1922. Ponadto za męstwo na polu chwały otrzymał Krzyż Walecznych. Pod koniec 1921 został przyjęty do zawodowej służby wojskowej. W 1922 awansował na stopień porucznika piechoty ze starszeństwem z dniem 1 czerwca 1919. W latach 20. był oficerem zawodowym 20 pułku piechoty w garnizonie Kraków. W 1928 został awansowany do stopnia kapitana piechoty ze starszeństwem z dniem 1 stycznia 1928. W listopadzie 1928 został przeniesiony do Szkoły Podchorążych Piechoty w Ostrowi Mazowieckiej. We wrześniu 1930 został przeniesiony do 55 Pułku Piechoty w Lesznie. W 1932 był oficerem 35 pułku piechoty w Brześciu nad Bugiem. Na stopień majora został mianowany ze starszeństwem z 19 marca 1938 i 32. lokatą w korpusie oficerów piechoty.
3 grudnia 1938, z rozkazu szefa Biura Personalnego Ministerstwa Spraw Wojskowych, został przeniesiony na stanowisko komendanta Wojskowej Składnicy Tranzytowej na Westerplatte, którą dowodził do 7 września 1939 roku. (Pojawiły się doniesienia, że w dniu 2 września w wyniku załamania nerwowego Sucharskiego do momentu kapitulacji 7 września 1939 dowodzenie przejął kapitan Franciszek Dąbrowski. Brak potwierdzenia w dokumentach.) Tego dnia, o godzinie 10:15 major Henryk Sucharski zarządził wywieszenie białej flagi i osobiście udał się do Niemców, aby omówić warunki kapitulacji.
W uznaniu bohaterstwa i niezłomnego ducha załogi Westerplatte, dowództwo niemieckie pozwoliło majorowi Henrykowi Sucharskiemu odejść do niewoli z szablą przy boku. W wyniku pomyłki Niemców wręczono mu jednak nie jego własną szablę, lecz szablę kapitana Franciszka Dąbrowskiego. Broń odebrano mu jednak zaraz po dotarciu do pierwszego obozu.
Wraz z innymi oficerami został odwieziony do Hotelu Centralnego w Gdańsku. Następnie był przetrzymywany kolejno w obozach Stablack, Riesenburg (Prabuty), w Oflagu IV A Hohenstein, Oflagu II B Arnswalde (Choszczno), Oflagu II D Gross-Born (Borne Sulinowo – Kłomino). W marcu 1945 podczas ewakuacji obozów jenieckich uległ wypadkowi i trafił do szpitala niedaleko Schwerina.
Po uwolnieniu, w lipcu 1945 przedostał się do dowództwa 2 Korpusu Polskiego we Włoszech. W styczniu 1946 został przyjęty do służby wojskowej z przydziałem na dowódcę 6 Batalionu Strzelców Karpackich. Od 19 sierpnia przebywał w brytyjskim szpitalu wojskowym w Neapolu, gdzie zmarł 30 sierpnia 1946 na zapalenie otrzewnej. Został pochowany 1 września na Polskim Cmentarzu Wojskowym w Casamassima we Włoszech.
21 sierpnia 1971 szczątki majora Henryka Sucharskiego zostały ekshumowane i przewiezione do Polski. 1 września 1971 urnę z prochami udekorowano Krzyżem Komandorskim Orderu Wojennego Virtuti Militari i złożono na Westerplatte. 16 marca 2021 za zgodą rodziny dokonano ponownej ekshumacji, a szczątki majora przeniesiono do gdańskiego kościoła św. Brygidy, gdzie oczekiwali na ostateczny pochówek na nowym cmentarzu na Westerplatte, który według pierwotnych planów miał nastąpić 1 września 2022. Ostatecznie major Henryk Sucharski oraz dziewięciu poległych obrońców Składnicy Tranzytowej zostali pochowani na nowo otwartym Cmentarzu Wojska Polskiego na Westerplatte 4 listopada 2022.

## Ordery i odznaczenia
- Krzyż Komandorski Orderu Wojennego Virtuti Militari – pośmiertnie 1 września 1971
- Krzyż Złoty Orderu Virtuti Militari nr 104[21]
- Krzyż Srebrny Orderu Wojskowego Virtuti Militari nr 4595 – 1922[22]
- Krzyż Walecznych dwukrotnie (po raz pierwszy w 1921)[23]
- Złoty Krzyż Zasługi
- Medal Pamiątkowy za Wojnę 1918–1921
- Medal Dziesięciolecia Odzyskanej Niepodległości

## Upamiętnienie
W 1967 został nakręcony film Westerplatte, w którym w rolę majora Sucharskiego wcielił się Zygmunt Hübner.
Od 1973 na terenie obecnej dzielnicy Bemowo w Warszawie znajduje się ulica imienia mjr. Henryka Sucharskiego.
W 1989 został wybity medal z podobizną Henryka Sucharskiego o treści Wojskowa Składnica Tranzytowa na Westerplatte, wydany przez Mennicę Państwową, a zaprojektowany przez Andrzeja Nowakowskiego. W tym samym roku Narodowy Bank Polski wyemitował srebrną monetę kolekcjonerską o nominale 5 tys. złotych z wizerunkiem majora Sucharskiego. 
Major Henryk Sucharski został patronem Szkoły Podstawowej w Sierakowie, w Chałupkach, w Gościcinie, Licheniu Starym, Technikum nr 7 w Gorzowie Wielkopolskim, Szkoły Podstawowej nr 14 w Jaworznie, Gimnazjum nr 9 w Kielcach, Zespołu Szkół Zawodowych w Złotoryi oraz Liceum Ogólnokształcącego w Myszkowie i w Sierpcu. Liceum Ogólnokształcące nr XIV im. mjr. Henryka Sucharskiego mieści się w Katowicach przy ul. Józefowskiej 32. W Przasnyszu działa Zespół Szkół Powiatowych im. mjr Henryka Sucharskiego przy ul. Mazowieckiej 25.
W Bytomiu Odrzańskim, Bytowie, Oleśnicy, Koninie, Krakowie, Lubawie, Myszkowie, Gorzowie Wielkopolskim, Nowym Sączu, Sierpcu, Sulejówku, Mławie, Łebie, Rzeszowie, Gdyni, Wejherowie i Zielonej Górze znajdują się ulice upamiętniające mjr. Henryka Sucharskiego. Część drogi krajowej nr 89 znajdująca się w Gdańsku nosi nazwę Trasa Sucharskiego.
W 2013 na ekrany kin wszedł film Tajemnica Westerplatte, w którym rolę majora Sucharskiego odegrał Michał Żebrowski.
W 2019 roku z okazji 80 rocznicy wybuchu II wojny światowej z rodzinnej miejscowości majora Sucharskiego – Gręboszowa do miejsca wybuchu wojny – gdańskiego Westerplatte przejechał Rajd Rowerowy im. mjr. Henryka Sucharskiego. Kilkunastu cyklistów przemierzyło ponad 650 km przez całą Polskę, aby upamiętnić postać Sucharskiego. Pomysłodawcą i organizatorem był lokalny społecznik oraz przewodniczący Rady Gminy Gręboszów Marek Mosio.

## Kontrowersje
Henryk Sucharski przez wiele lat po wojnie był uznawany za dowódcę składnicy podczas siedmiodniowej obrony Westerplatte. Pozycja ta została ugruntowana przez Melchiora Wańkowicza w tomiku pt. Westerplatte, który powstał na podstawie rozmów autora z majorem Sucharskim podczas ich spotkania we Włoszech.
Z czasem zaczęły się pojawiać informacje o tym, że faktycznym dowódcą Westerplatte od 2 do 5 września był zastępca majora Henryka Sucharskiego, kpt. Franciszek Dąbrowski. Według tych informacji 2 września, po ciężkim bombardowaniu (w którym zginął m.in. ordynans majora, Józef Kita), Sucharski przeszedł załamanie nerwowe, w wyniku którego został przez oficerów odsunięty od dowodzenia. Część źródeł mówi wręcz o przywiązywaniu [Sucharskiego] pasami do łóżka. Podkreśla się, że to dzięki komunistom Sucharski, w miejsce Dąbrowskiego, został wykreowany na niezłomnego bohatera z uwagi na pochodzenie plebejskie. Sucharski był synem ubogiego szewca, a Dąbrowski miał korzenie szlacheckie (był synem węgierskiej baronówny i polskiego szlachcica). Według przeciwników tej teorii biografia Sucharskiego nie pasuje do socjalistycznego stereotypu, gdyż brał czynny udział w wojnie polsko-bolszewickiej, pochodził z bardzo katolickiej rodziny, a krewny jego matki Jakub Bojko był posłem z ramienia propiłsudczykowskiego BBWR, z drugiej strony Franciszek Dąbrowski dosłużył się stopnia komandora porucznika w Ludowym Wojsku Polskim i był członkiem PZPR.
Według innych źródeł Sucharski już od 2 września chciał poddać jednostkę, jednak w wyniku zdecydowanego sprzeciwu kapitana Dąbrowskiego i pozostałej części kadry oficerskiej, uczynił to dopiero 7 września. Kapitulacja nastąpiła w momencie, w którym straty podległych mu żołnierzy były stosunkowo małe, a zapasy amunicji wystarczyły na 2-3 tygodnie walk, nie było jednak już lekarstw i środków opatrunkowych, zapewniających skuteczną pomoc dla rannych. Wykonanie rozkazu kapitulacji przez podwładnych ma być dowodem, że mjr Henryk Sucharski miał pełny posłuch wśród podległych mu oficerów i żołnierzy.